# Hugo V. von Lusignan
Hugo V. von Lusignan († 8. Oktober 1060 in Lusignan), genannt „der Fromme“ (lat. Pius), war der fünfte Herr von Lusignan und Herr von Couhé. Er war der Sohn von Hugo dem Braunen und dessen Gattin Audéarde.
Er heiratete Almodis de la Marche, Tochter des Grafen Bernard I. von La Marche. Aus dieser Verbindung sollte sein ältester Sohn 1091 die Grafschaft La Marche erben. Mit Almodis hatte Hugo zwei Söhne und eine Tochter: Die Zwillingsbrüder Hugo VI. und Jordan, sowie Melisende. Letztere heiratete Simon, Herr von Parthenay. Die Ehe mit Almodis wurde später wegen zu naher Blutsverwandtschaft aufgelöst. Hugo arrangierte für seine Frau die Wiederverheiratung mit Pons II., Graf von Toulouse.
Als Hugos Lehnsherr Herzog Wilhelm VIII. von Aquitanien Krieg gegen Wilhelm IV. von Toulouse führte, überredete Almodis Hugo der Seite seines Stiefsohns beizutreten. Der Herzog belagerte daraufhin Hugo in dessen Burg in Lusignan. Um sich Proviant zu verschaffen, führte Hugo am 8. Oktober 1060 einen Ausfall an und wurde vor den Toren seiner Burg im Kampf getötet.
Sein ältester Sohn Hugo VI., genannt „der Teufel“ trat seine Nachfolge an.